# Willem Akersloot

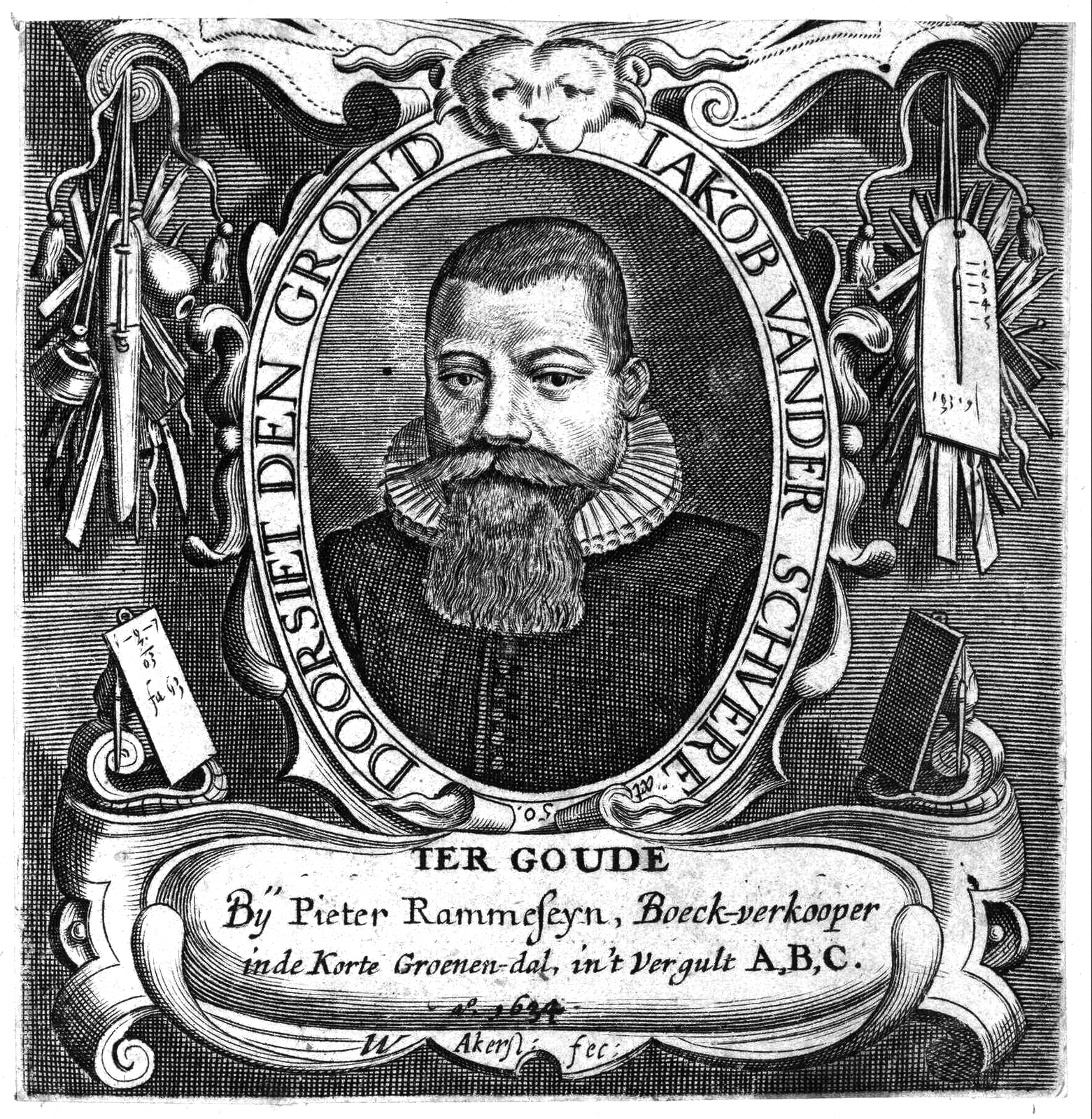
Ritratto di Jacob van der Schuere (1625-1634)

Willem o Guilhelmus Outgertsz. Akersloot (Haarlem, 1600  (tra il 1590 e il 1610) – L'Aia, 1661  (tra il 1651 e il 1671)) è stato un incisore, pittore, disegnatore e illustratore olandese del secolo d'oro.

## Biografia

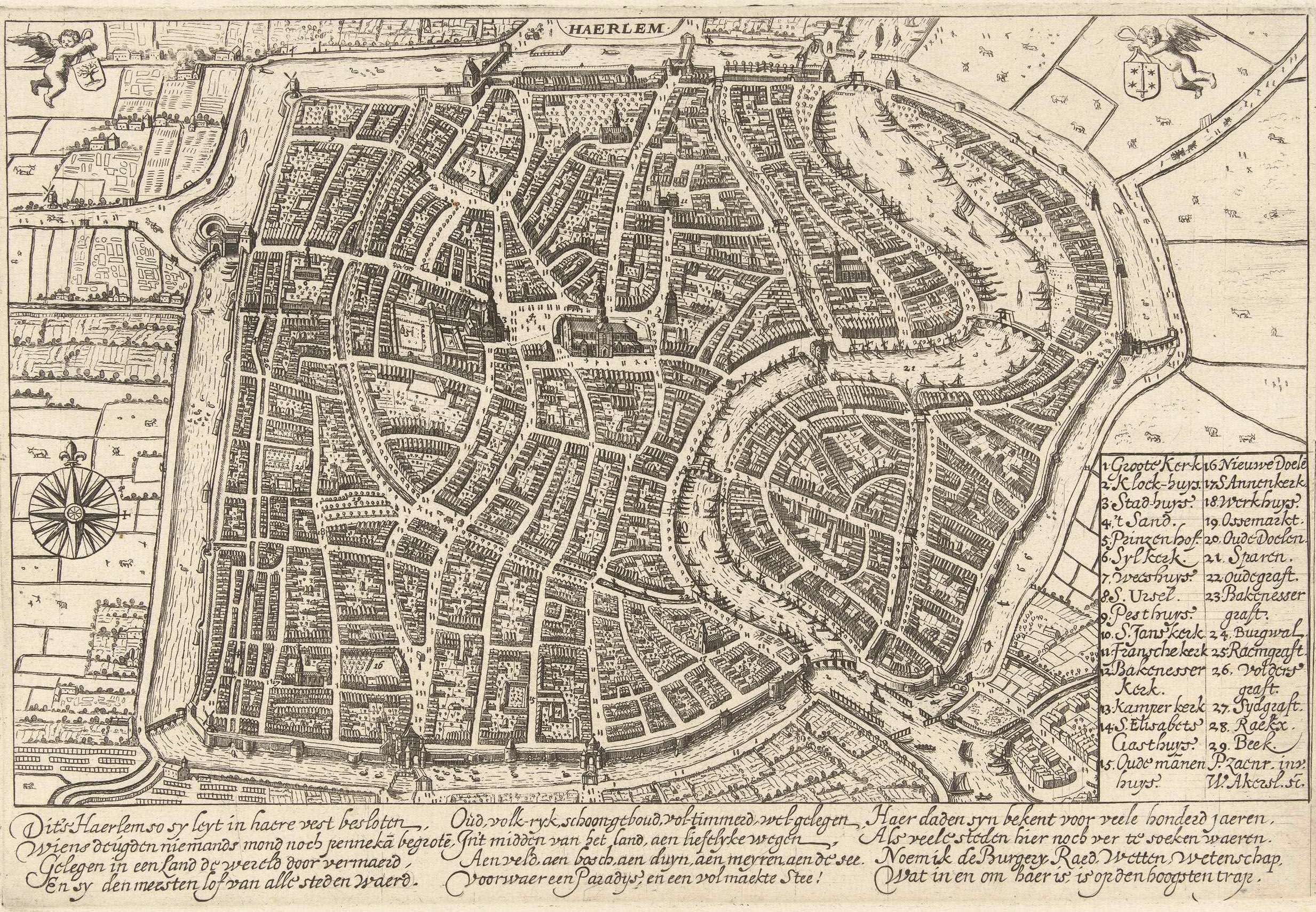
Mappa di Haarlem pubblicata nel libro di Samuel Ampzing Beschrijvinge ende lof der stad Haerlem in Holland(1628)

Probabilmente figlio di Outgert Arisz Akersloot, argentiere di Haarlem, e allievo di Jan van de Velde II, operò a Parigi nel 1620, a Haarlem dal 1624 al 1633, dove fu lasciato dalla moglie, Pieternelle Jansdr. Witges, nel 1632, ed infine all'Aia dal 1634. La sua prima opera conosciuta è La cattura di Cristo del 1624. Nel 1628 realizzò le illustrazioni per il libro di Samuel Ampzing Beschrijvinge ende lof der stad Haerlem in Holland e incise i ritratti di Federico Enrico d'Orange e Amalia van Solms da Adriaen van de Venne. Incise, inoltre, Pietro rinnega Cristo e Cristo incatenato da Pieter Molyn; Cristo catturato nell'Orto del Getsemani e Pietro in catene da Abraham Hondius; il ritratto di Papa Urbano VIII da Simon Vouet. Non si conoscono dipinti di quest'autore, ma solo incisioni.
Rappresentò soprattutto paesaggi, ma anche ritratti e soggetti storici. Era solito firmare le sue opere con il monogramma A in un doppio rettangolo. Le sue composizioni presentano reminiscenze di Jan van de Velde II, principalmente negli effetti chiaroscurali.